# Misumenops zhangmuensis
Misumenops zhangmuensis es una especie de araña cangrejo del género Misumenops, familia Thomisidae. Fue descrita científicamente por Hu & Li en 1987.

## Distribución
Esta especie se encuentra en China.